# Colden Common
Colden Common är en ort och civil parish i Storbritannien.   Den ligger i grevskapet Hampshire och riksdelen England, i den södra delen av landet, 100 km sydväst om huvudstaden London. Colden Common ligger 39 meter över havet och antalet invånare är 3 681.
Terrängen runt Colden Common är platt. Runt Colden Common är det ganska tätbefolkat, med 172 invånare per kvadratkilometer. Närmaste större samhälle är Southampton, 12,0 km sydväst om Colden Common. Trakten runt Colden Common består till största delen av jordbruksmark.